# Pterophorus caudelli
Pterophorus caudelli is een vlinder uit de familie vedermotten (Pterophoridae). De wetenschappelijke naam van de soort is voor het eerst geldig gepubliceerd in 1903 door Harrison Gray Dyar.